# Templo luterano de Frutillar

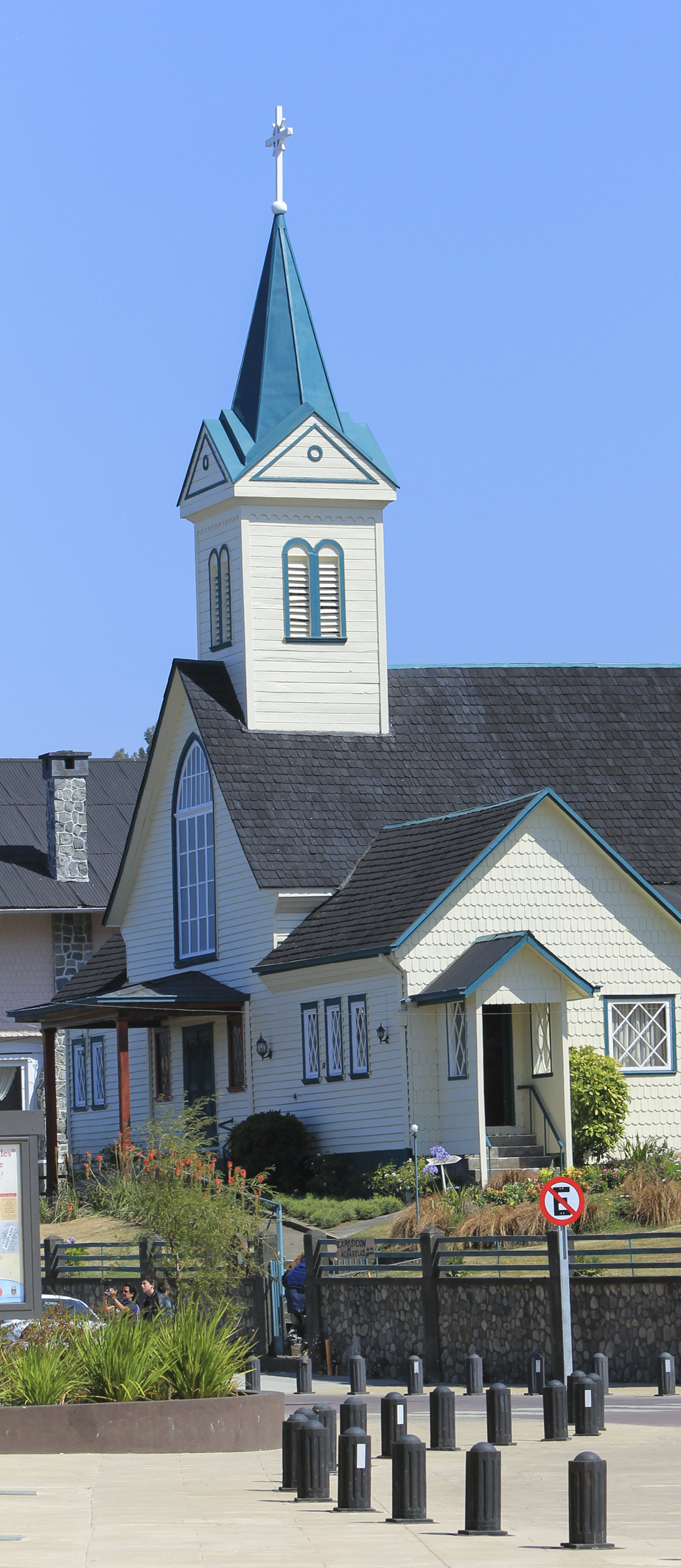
Vista lateral del Templo Luterano de Frutillar.

El Templo Luterano de Frutillar es un monumento histórico de estilo neogótico de la ciudad homónima, en la Región de Los Lagos, Chile. Fue construida entre 1929-1934 y pertenece al circuito Patrimonial del lago Llanquihue, junto a las zonas típicas de Puerto Octay y Puerto Varas. Pertenece a la Comunidad del Lago de la Iglesia Luterana en Chile (ILCH). 
Asimismo, integra al conjunto de monumentos nacionales de Chile desde el año 2013 en virtud del Decreto 126 del 2 de abril del mismo año; se encuentra en la categoría «Monumentos Históricos».

## Historia
Frutillar fue fundada el 23 de noviembre de 1856 a orillas del lago Llanquihue por colonos alemanes que migraron a esta zona durante el gobierno del presidente Manuel Montt. Estos inmigrantes edificaron su casco urbano adaptando modelos europeos a las técnicas constructivas locales; gracias a su localización con los centros urbanos de Puerto Montt y Osorno, Frutillar tuvo un rápido desarrollo vinculado al comercio, y su población fue parte relevante en «la formación y desarrollo de la Iglesia Luterana en el sur de Chile».
En este marco se construyó el templo que, al alero del proceso de colonización de la zona, utilizó madera y rasgos simples adscritos a la arquitectura neogótica: «se trata de un templo de planta basilical, ejecutado en madera, con cubierta de dos aguas y una torre en su fachada principal». Su tamaño alcanza los 291,48 m² construidos, mientras que la superficie declarada como patrimonial considera un total de 1515,89 m².
La iglesia posee un antiguo órgano Steinmeier de tracción eléctrica de 1954, que es utilizado para algunos de los conciertos de las Semanas Musicales de Frutillar y actividades ceremoniales del templo.